# Borstskrika
För fågelarten Cyanocorax dickeyi, se durangoskrika.
Borstskrika (Pityriasis gymnocephala) är en säregen tätting endemisk för den indonesiska ön Borneo. Arten placeras både i det egna släktet Pityriasis och numera även i den egna familjen Pityriasidae.

## Systematik
Borstskrikans släktskap har länge varit omdiskuterad. Den har placerats i familjer som Prionopidae, Cracticidae, Artamidae, Corvidae eller den nyskapade Tephrodornithidae. DNA-studier visade dock att den är tillräckligt unik för att tilldelas en egen familj och sannolikt systerart till de afrikanska busktörnskatorna i familjen Malaconotidae.

## Utseende och läte

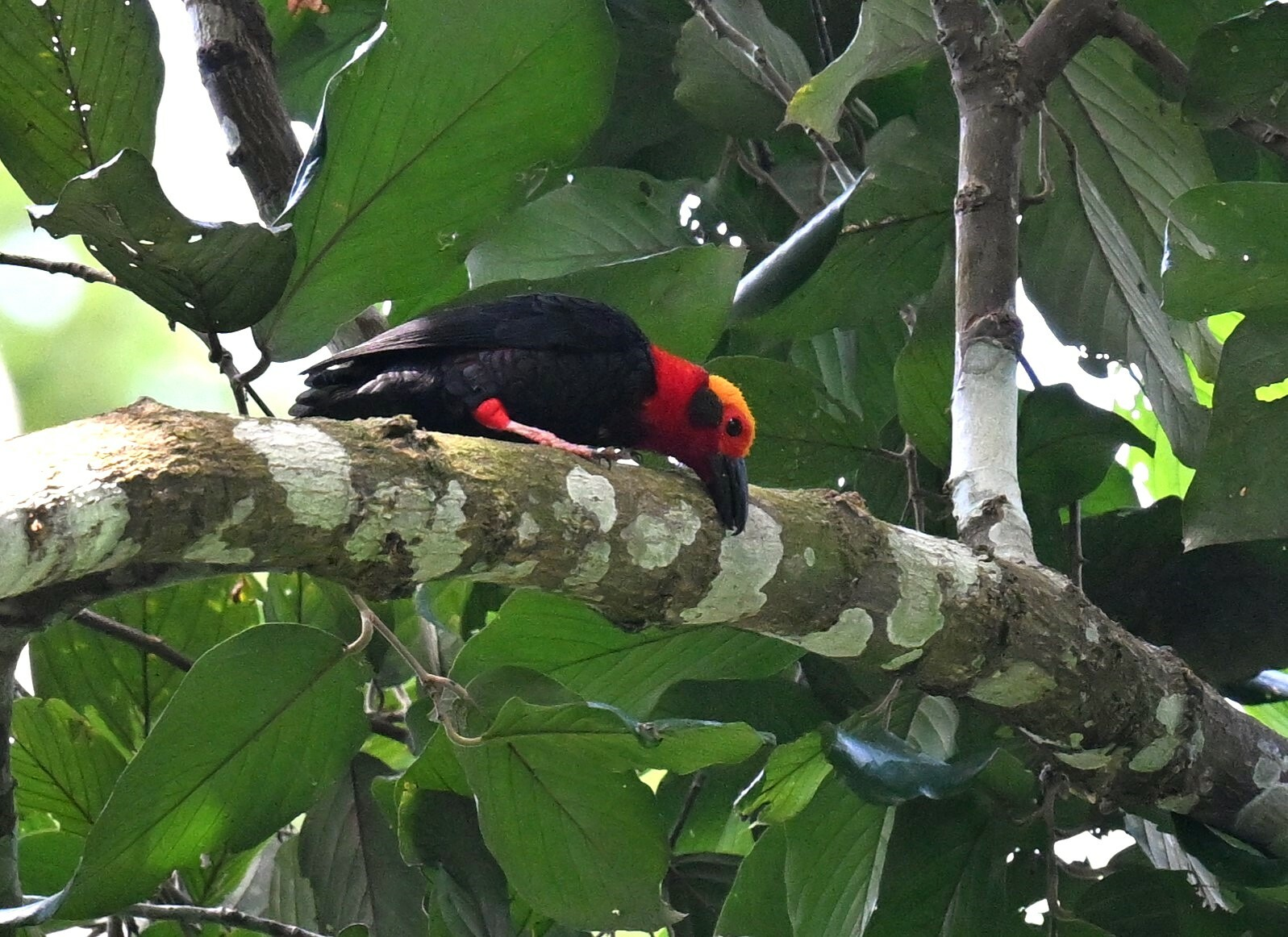
Adult bortskrika.

Borstskrikan är en medelstor tätting, 25 centimeter lång. Den är huvudsakligen svart eller mörk grå, med röd tibia och rött på halsen, nacken och nedre delen av huvudet och grå örontäckare. Unikt för fågeln är den fjäderlösa hjässan som är täckt av guldgula till gula eller höfärgade 3–4 millimeter långa borstliknande utskott som gett fågeln dess namn. I flykten syns en vit handbasfläck. Näbben är mycket kraftig, svart och har en krok i spetsen. I kombination med en relativt kort stjärt ger borstskrikan ett bastant uttryck. Ungfåglar har svarta lår, röda örontäckare, en röd orbitalring och bara några få röda fjädrar på huvudet.
Borstskrikan är en ljudlig art som ger ifrån sig en rad omusikaliska läten, bland annat distinkta höga nasala gnälliga toner uppblandat med tjattrande, skrockande, visslande och tutande läten.

## Utbredning
Fågeln förekommer enbart fläckvist i låglänta skogar på Borneo, upp till 1200 meter över havet. 

## Ekologi
Den hittas både i urskog och ungskog, bland annat i fuktig översvämningsskog på torvmark (så kallad "peat swamp forest"), blandade dipterokarpskogar och mangroveskogar. Den rör sig ofta långsamt genom lövverken i grupper om sex till tio fåglar på jakt efter frukt och vegetabilier.
Häckningen är till största delen okänd. En observation av två honor som matar en unge har tolkats som att arten häckar kooperativt. Fåglar har också setts flyga med bomaterial i näbben.

## Status och hot
Internationella naturvårdsunionen IUCN kategoriserar arten som sårbar eftersom den tros minska relativt kraftigt i antal. Världspopulationen har inte uppskattats, men den beskrivs generellt som ovanlig.